# Arroyo Malbajar
El arroyo Malbajar es un curso de agua uruguayo que surca el departamento de Durazno perteneciente a la cuenca hidrográfica del Río Uruguay.
Se encuentra a una altitud de 91 metros sobre el nivel del mar.
Sus coordenadas son 33°22'0" N y 54°42'0" E